# Cantonul Bruz
Cantonul Bruz este un canton din arondismentul Rennes, departamentul Ille-et-Vilaine, regiunea Bretania, Franța.

## Comune
- Bourgbarré
- Bruz (reședință)
- Chartres-de-Bretagne
- Noyal-Châtillon-sur-Seiche
- Orgères
- Pont-Péan
- Saint-Erblon